# Jay Caufield
Pour les articles homonymes, voir Caufield.
Jay Caufield (né le 17 juillet 1960 à Philadelphie en Pennsylvanie) est un joueur professionnel retraité de hockey sur glace. Il évoluait en tant qu'ailier droit dans la Ligue nationale de hockey.

## Carrière en club
Caufiled a commencé sa carrière de sportif en jouant pour les Fighting Sioux de North Dakota du championnat de la NCAA. Cependant, il jouait au football américain et non pas au hockey.
Ce n'est qu'une fois ses études finies qu'il est recruté par les Rangers de New York qui l'envoient prendre de l'expérience dans la Ligue internationale de hockey puis dans la Ligue américaine de hockey pour la saison 1985-1986. En 1986-1987, il fait ses débuts dans la LNH et reçoit 45 minutes de pénalité en 13 matchs. Il est échangé aux North Stars du Minnesota avec qu'il ne joue qu'un seul match et retourne dans la LIH.
En 1988, il rejoint les Penguins de Pittsburgh avec lesquels il connaît ses plus grands succès. Il gagne la Coupe Stanley en 1992.
Il ne réussit pas pour autant à s'imposer dans la LNH et il arrête sa carrière de joueur en 1993-1994 et un total de 5 buts marqués dans la LNH.
Après cela, il devient préparateur physique et travaille beaucoup avec Mario Lemieux.

### Statistiques de carrière
| Saison     | Équipe                           | Ligue      |     | Saison régulière | Saison régulière | Saison régulière | Saison régulière | Saison régulière |   | Séries éliminatoires | Séries éliminatoires | Séries éliminatoires | Séries éliminatoires | Séries éliminatoires |
| Saison     | Équipe                           | Ligue      | PJ  | B                | A                | Pts              | Pun              | PJ               | B | A                    | Pts                  | Pun                  |                      |                      |
| 1984-1985  | Fighting Sioux du Dakota du Nord | NCAA       | 1   | 0                | 0                | 0                | 0                |                  |   |                      |                      |                      |                      |                      |
| 1985-1986  | Goaldiggers de Toledo            | LIH        | 30  | 5                | 3                | 8                | 54               |                  |   |                      |                      |                      |                      |                      |
| 1985-1986  | Nighthawks de New Haven          | LAH        | 42  | 2                | 3                | 5                | 40               | 1                | 0 | 0                    | 0                    | 0                    |                      |                      |
| 1986-1987  | Spirits de Flint                 | LIH        | 14  | 4                | 3                | 7                | 59               |                  |   |                      |                      |                      |                      |                      |
| 1986-1987  | Nighthawks de New Haven          | LAH        | 13  | 0                | 0                | 0                | 43               |                  |   |                      |                      |                      |                      |                      |
| 1986-1987  | Rangers de New York              | LNH        | 13  | 2                | 1                | 3                | 45               | 3                | 0 | 0                    | 0                    | 12                   |                      |                      |
| 1987-1988  | Wings de Kalamazoo               | LIH        | 65  | 5                | 10               | 15               | 273              | 6                | 0 | 1                    | 1                    | 47                   |                      |                      |
| 1987-1988  | North Stars du Minnesota         | LNH        | 1   | 0                | 0                | 0                | 0                |                  |   |                      |                      |                      |                      |                      |
| 1988-1989  | Penguins de Pittsburgh           | LNH        | 58  | 1                | 4                | 5                | 285              | 9                | 0 | 0                    | 0                    | 28                   |                      |                      |
| 1989-1990  | Penguins de Pittsburgh           | LNH        | 37  | 1                | 2                | 3                | 123              |                  |   |                      |                      |                      |                      |                      |
| 1990-1991  | Lumberjacks de Muskegon          | LIH        | 3   | 1                | 0                | 1                | 18               |                  |   |                      |                      |                      |                      |                      |
| 1990-1991  | Penguins de Pittsburgh           | LNH        | 23  | 1                | 1                | 2                | 71               |                  |   |                      |                      |                      |                      |                      |
| 1991-1992  | Penguins de Pittsburgh           | LNH        | 50  | 0                | 0                | 0                | 175              | 5                | 0 | 0                    | 0                    | 2                    |                      |                      |
| 1992-1993  | Penguins de Pittsburgh           | LNH        | 26  | 0                | 0                | 0                | 60               |                  |   |                      |                      |                      |                      |                      |
| 1993-1994  | Wings de Kalamazoo               | LIH        | 45  | 2                | 3                | 5                | 176              | 4                | 0 | 0                    | 0                    | 18                   |                      |                      |
| Totaux LNH | Totaux LNH                       | Totaux LNH | 208 | 5                | 8                | 13               | 759              | 17               | 0 | 0                    | 0                    | 42                   |                      |                      |